# San Francisco Solano-missie

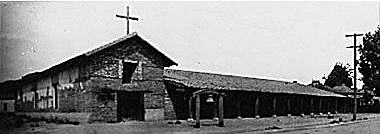
De missie omstreeks 1910

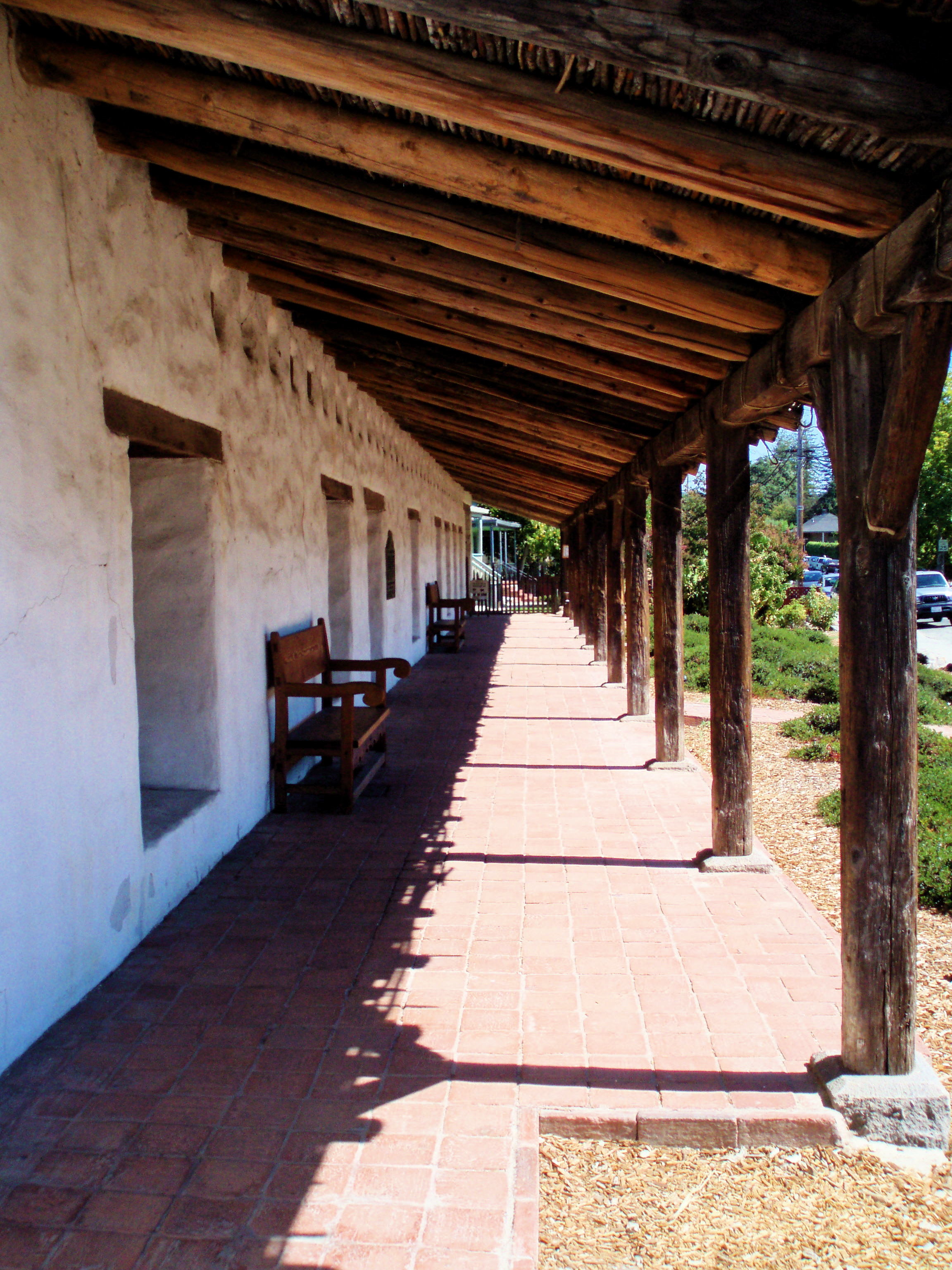
San Francisco Solano-missie

De San Francisco Solano-missie (Engels: Mission San Francisco Solano, bijgenaamd Sonoma Mission) is een historisch monument in Sonoma, in het noorden van de San Francisco Bay Area in de Amerikaanse staat Californië.
Het was een missiepost van franciscanenbroeders in het toenmalige Alta California. Ze werd opgericht op 4 juli 1823 als de meest noordelijke en laatste van de 21 Spaanse - en vanaf 1821 Mexicaanse - missies in Californië. De missie was oorspronkelijk bedoeld als een asistencia-missie voor de San Rafael Arcángel-missie en werd genoemd naar de heilige Franciscus Solanus, een Spaanse missionaris in Zuid-Amerika.
Met deze meest noordelijk missiepost wilde de Mexicaanse overheid ook de uitbreiding van de Russische kolonie in Fort Ross voorkomen. Uiteindelijk groeide de missie uit tot een complex gebouwen met 27 kamers. In 1832, het beste jaar voor de missie, woonden er meer dan 900 indiaanse novieten. De missiepost werd geseculeerd in 1834 maar bleef tot 1881 de parochiekerk van Sonoma. In dat jaar werd de kerk verkocht om aan geld te komen voor de bouw van een grotere kerk in de plaats.
Tegenwoordig maken de gebouwen deel uit van het Sonoma State Historic Park en zijn ze erkend als California Historical Landmark #3. De missiekerk bevindt zich aan 114 East Spain Street in Sonoma. De kapel is niet origineel. In 1840-1841 werd deze door de Mexicaanse generaal Vallejo gebouwd ter vervanging van de oorspronkelijke missiekerk. De kerk heeft geen religieuze functie meer.

## Naslagwerken
- (en)  KRELL, Dorothy (ed.), The California Missions: A Pictorial History, 1970. Uitgeverij: Sunset Publishing Corporation, Menlo Park, Californië. ISBN 0-376-05172-8
- (en)  LEFFINGWELL, Randy, California Missions and Presidios: The History & Beauty of the Spanish Missions, 2005. Uitgeverij: Voyageur Press, Inc., Stillwater, Maine, ISBN 0-89658-492-5